# Microlicia ramosa
Microlicia ramosa är en tvåhjärtbladig växtart som beskrevs av Pilg.. Microlicia ramosa ingår i släktet Microlicia och familjen Melastomataceae. Inga underarter finns listade i Catalogue of Life.